# Caridina dentifrons
Caridina dentifrons is een garnalensoort uit de familie van de Atyidae. De wetenschappelijke naam van de soort is voor het eerst geldig gepubliceerd in 2000 door N.K. Ng & Cai.